# El Centenario, Querétaro Arteaga
El Centenario är en ort i Mexiko.   Den ligger i kommunen Huimilpan och delstaten Querétaro Arteaga, i den centrala delen av landet, 170 km nordväst om huvudstaden Mexico City. El Centenario ligger 2 082 meter över havet och antalet invånare är 123.
Terrängen runt El Centenario är kuperad österut, men västerut är den platt. Runt El Centenario är det ganska tätbefolkat, med 104 invånare per kvadratkilometer. Närmaste större samhälle är Santiago de Querétaro, 18,3 km norr om El Centenario. Trakten runt El Centenario består till största delen av jordbruksmark.